# Ugarit

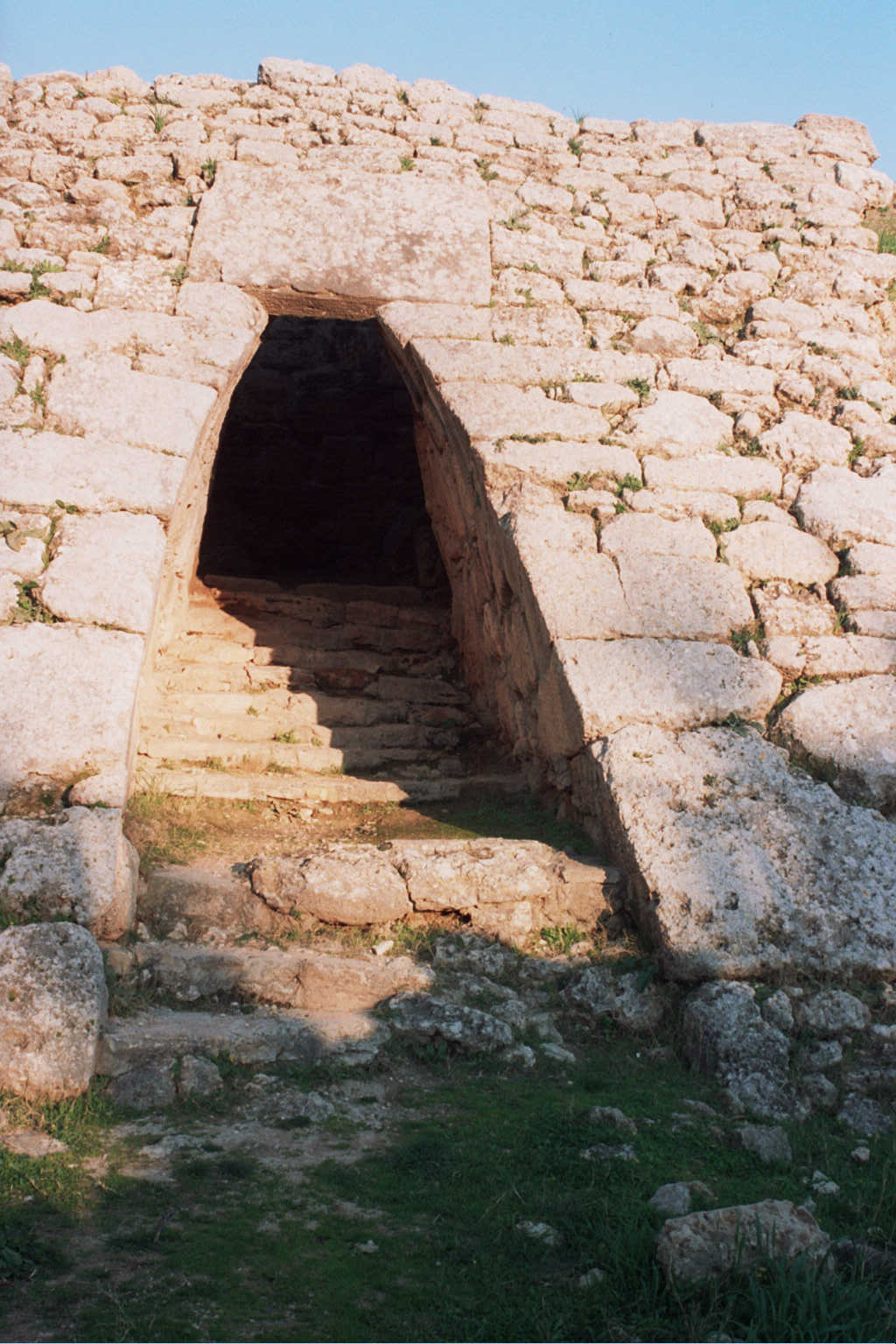
Entrada a Ugarit

Ugarit (actual Ras Shamra رأس شمرة; en árabe) fue una antigua ciudad portuaria, situada en la costa mediterránea al norte de Siria a pocos kilómetros de la moderna ciudad de Latakia, en la región oriental conocida como Levante.
Esta ciudad fue fundamental en la historia de las grandes civilizaciones del Cercano Oriente, especialmente durante el período de esplendor en el cual Egipto tuvo estados vasallos en el Levante, período que quedó registrado con precisión en la correspondencia de Tell el-Amarna entre funcionarios egipcios, ugaríticos y de otras nacionalidades. El pueblo ugarítico, además, hizo importantes contribuciones a la escritura y a la religión, tanto semítica como en las fases iniciales del judaísmo, el hermetismo, entre otras corrientes religiosas y filosóficas que sentaron las bases de las distintas actuales, tanto en el cristianismo como en el mismo islamismo. Por estas contribuciones se puede identificar al pueblo que habitó Ugarit en su etapa histórica, que fue su período de esplendor y le dio su nombre, como un pueblo semita noroccidental, emparentado lingüística y religiosamente con los cananeos, ubicados más al sur.
Las fuentes históricas destacaban que esta ciudad-estado, de alrededor de 2000 km² de superficie con sus áreas rurales, envió tributos al faraón de Egipto durante ciertos períodos y que mantuvo importantes relaciones políticas y comerciales con el Reino de Alasiya —estado que posiblemente comprendía la isla de Chipre—.
Su período de esplendor se extendió entre el 1450 a. C. y el 1180 a. C., aunque la ciudad surgió en el Neolítico, como todo asentamiento de importancia en el Levante por su temprano desarrollo. La correspondencia egipcia ya la menciona en su estadio histórico clásico como ciudad de Ugarit y no solo como un poblado neolítico hacia el siglo XX a. C. fecha desde la que se tiene conocimiento preciso de la ciudad. Hacia el siglo XIX a. C. el contacto comercial con la Ugarit histórica hacia el interior del Cercano Oriente ya estaba consolidado, tal como demuestran estelas que mencionan la ciudad en Ebla, otra ciudad-estado semita.

## El Palacio Real. Los Textos Ugaríticos. Otras excavaciones.

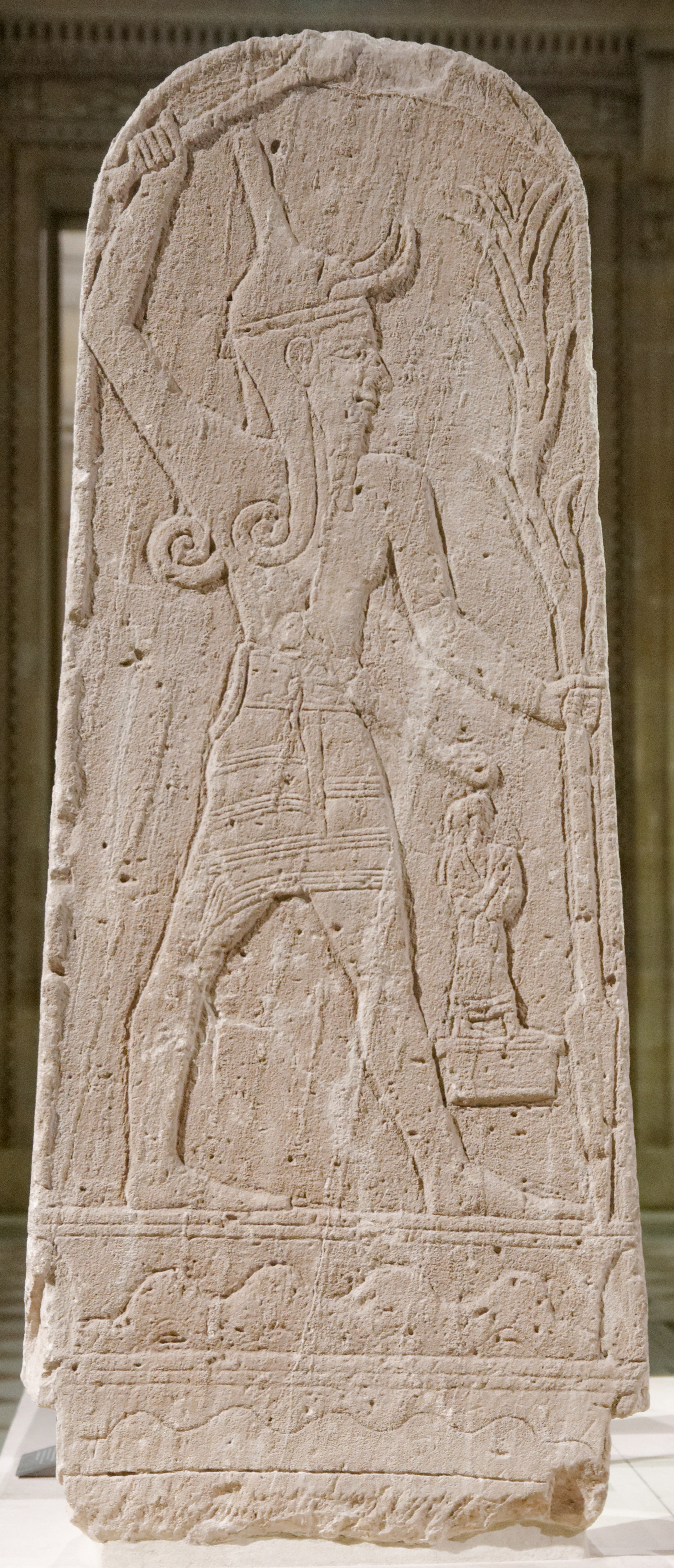
Baal de Ugarit, Louvre.

En 1928, Mahmoud Mella az-Zir, un campesino local alauíta, descubrió la entrada a la Necrópolis de Ugarit. Este fue el descubrimiento moderno de la ubicación exacta de las ruinas de la ciudad, de la cual sólo se tenían referencias históricas. Comparado el lugar descubierto en 1928 con grabados en vasijas cretenses que la indican en el mapa, conservados desde hacía generaciones, confirmaron la ubicación de la destacada ciudad perdida.
Su descubrimiento arqueológico moderno permitió abrir un importante campo de exploración, la cual fue principalmente efectuada por el arqueólogo francés Claude Schaeffer. Buena parte de sus descubrimientos se encuentran en el museo Prehistórico y Galorromano de Estrasburgo, Francia..
Las investigaciones más importantes las efectuó Claude Schaeffer en el edificio que pudo ser identificado como el Palacio Real durante buena parte del período de esplendor de la ciudad. Allí se hallaron 90 habitaciones y dos bibliotecas privadas, con textos inscriptos en tablillas. Una de estas bibliotecas pudo identificarse como perteneciente a una persona llamada Rapanou, que posiblemente fue un diplomático dada la gran cantidad de manuscritos referentes a relaciones internacionales encontrados allí. Es una prolífica biblioteca, donde se encontraron textos no solo diplomáticos, sino también religiosos, políticos —listas de Reyes Ugaríticos, costumbre registral que los diversos pueblos de la zona aplicaban desde tiempos sumerios—, comerciales, jurídicos —códigos legales, compraventa de tierras—, científicos, administrativos y literarios. Estos textos, escritos principalmente en alfabeto cuneiforme, fueron hallados no solo en idioma local —el ugarítico era un pueblo semita—, sino también los grandes idiomas del Cercano Oriente de la época: acadio, sumerio, hurrita, chipriota, luvita y egipcio —estos dos últimos en escritura jeroglífica— lo cual demuestra la estratégica posición de la ciudad, tanto como nudo de comunicaciones terrestres entre Asia Menor y Mesopotamia, como puerta de entrada por vía portuaria de esta ruta comercial hacia otros pueblos del Cercano Oriente. 
Este cruce de caminos se desarrolló desde el 6.000 a. C., en tiempos neolíticos, pero especialmente se destacó en el período más tardío e histórico de la ciudad, durante la Edad del Hierro, que hizo que por lo tanto ésta fuese su época más clásica y esplendorosa en población y desarrollo económico y cultural, como se ha indicado, hacia el siglo XII a. C.
Excavaciones posteriores, en 1958-1973 —en la que se encontraron 120 tablillas— y 1994 —en la que se encontraron 300 tablillas—, permitieron detectar respectivamente en cada una de ellas una nueva biblioteca, totalizando cinco las identificadas, con las dos previamente descubiertas del Palacio Real. La colección de tablillas correspondiente a la primera fue vendida en el mercado negro, rescatada casi en su totalidad por el Instituto de Antigüedad y Cristiandad de la Escuela de Teología de Claremont, California. Su traducción e interpretación científica fue publicada por Loren R. Fisher en 1971..

## Religión: la transición desde los paganos semitas hacia los hebreos
Entre los textos religiosos que se descubrieron en el Palacio Real, destaca el ciclo de Baal, principal documento religioso que instruye la práctica doctrinaria que debe aplicarse a este dios, fundamental en los principios religiosos de este y otros pueblos semíticos vecinos del Levante; La Leyenda de Keret; La Muerte de Baal —describe los enfrentamientos entre Mot y Baal Hadad—; la Epopeya de Aqhat o Leyenda de Dan-El, y el Mito de Baal-Aliyan.
Los principales dioses fueron: Asherah, la Ashartu mesopotámica; Baal, el dios de la lluvia, el trueno y la fertilidad; Yam, dios del caos y las tempestades, o Yaw, dios del mar (posiblemente el equivalente a Yahveh hebreo); Mot, dios de la muerte; Hadad, rey del cielo. Estos dioses eran los Elohimíticos, pues eran la corte del dios principal, El. Esta corte era conocida como 'Ihm. Entre los palacios religiosos destaca uno dedicado al dios Baal y otro a Dagón, el espíritu ctónico del inframundo local principal..
Los textos religiosos permiten conocer las creencias típicas de los pueblos del Levante en tiempos cercanos a que esta región, y en especial las tierras vecinas más hacia al sur —Canaán, posterior Israel—, fuesen ocupadas por el pueblo hebreo. Al pasar a ser su territorio, el conocimiento de estas creencias permite comprender la redacción de los hechos de los hebreos y sus costumbres más antiguas, expresadas en la Biblia, íntimamente relacionadas con las tradiciones previas de sumerios y pueblos semitas como este, más avanzados que el hebreo en un principio, y emparentados lingüísticamente a su vez.

## El alfabeto ugarítico y su trascendencia mundial
Un alfabeto que reemplazó a la escritura cuneiforme de origen mesopotámico, emergió en torno al siglo XV a. C. Es motivo de disputa si fue este el primer alfabeto de la historia o el fenicio, procedente de una región vecina y vinculada con Ugarit al norte, Líbano. Sea como fuere, el ugarítico y el fenicio fueron etapas primigenias del alfabeto semita, que originó a los demás alfabetos del mundo y se consolidó posteriormente con su etapa aramea. 
El alfabeto ugarítico, de 30 caracteres, reflejaba mejor la oralidad del idioma ugarítico —y de cualquier otro— que los jeroglíficos egipcios o las cuñas mesopotámicas, permitiendo abrir el acceso al conocimiento, la literatura y el registro escrito de hechos y obligaciones a un número de población más extenso que el de los escribas, única clase escribiente en este y otros estados de Oriente hasta ese momento. Esto explica su éxito, tanto local como internacional posteriormente. Fue toda una revolución, dispersada por el mundo por los fenicios primero y, en contacto con estos, los griegos —hacia Occidente— y los arameos —hacia Oriente— después.

## Reyes ugaríticos del período clásico, según las fuentes cuneiformes encontradas
Fuentes:
- Ammittamru I ????-1349 .[12]
- Niqmaddu II 1349-1315
- Arhalba 1315-1313 .[12]
- Niqmepa 1313-1260 .[12]
- Ammittamru II 1260-1235  .[12]
- Ibiranu 1235-1220
- Niqmaddu III 1220-1215  .[12]
- Ammurapi 1215-1185
- Yagurum II 1185-1175 (Período de destrucción y anarquía.  Solo logró reinar en algunas épocas de este período).

## Desarrollo histórico: destrucción
La vinculación cultural e histórica con Egipto llegó a ser tan intensa que los hicsos alcanzaron el poder en Ugarit al ser expulsados del país faraónico, como casta dominante en lo político y económico, dirigiendo Ugarit durante los comienzos de su período de máximo esplendor (siglos XVI y XV a. C.). Luego Karkemish (siglo XIV a. C.) y finalmente los hititas (siglos  XIII y XII a. C.) hicieron de Ugarit un pueblo tributario.
Ugarit mantuvo fidelidad hacia Hatti hasta el final, lo cual explica la falta de ayuda egipcia en los momentos cruciales de destrucción de la ciudad. Los Pueblos del Mar, emparentados con la población balcánica del siglo XII a. C. (griegos, frigios, macedonios, tracios), destruyeron Ugarit atraídos por su riqueza, como lo hicieron también, y tal vez simultáneamente, con importantes ciudades egeas, anatolias e hititas, e intentaron hacerlo también en Egipto. Han quedado registros históricos que indican que desde Ugarit se solicitó ayuda a los pueblos semitas vecinos, emparentados con los ugaríticos y que estos no acudieron, quizás en señal de rivalidad con Ugarit, ciudad que era más rica que otras de la zona desde hacía siglos, tales como Damasco, Alepo, Karkemish o Antioquía. 
En el ámbito hitita-anatolio se repetían escenas de rivalidad similares que explican como los primitivos balcánicos Pueblos del Mar pudieron causar daños tan profundos a pueblos tan ricos. La rivalidad entre los pequeños estados semitas de la posterior Siria continuaría después del exterminio del pueblo ugarítico, aunque estrecharon lazos, lo que les permitió unificar dialectos, desarrollando el ya indicado idioma, alfabeto y sentimiento nacional arameo, con el cual consolidaron las destacadas rutas comerciales terrestres que antaño partían de Ugarit —con la diferencia que las marítimas ahora no partían de una ciudad siria como era Ugarit, sino de Fenicia, país al cual entonces Aramea tuvo que tener como aliado—, que dejaron su impronta —siendo Asiria estado tributario durante un tiempo, pasando el arameo a ser lengua y alfabetos internacionales durante muchos siglos—. No obstante, nunca lograron los arameos una unificación política que consolidase verdaderamente un imperio. 
Todos estos logros —comercio, escritura, etc.—, fueron obtenidos  gracias al perfeccionamiento previo que en estos aspectos habían actuado los ugaríticos, pero que al ser exterminados, no pudieron disfrutar ellos sino los otros pueblos semitas de la zona, integrados en la posterior nación aramea.
En contra de la versión arriba expuesta, los estudios más actuales, resumidos por el historiador Eric H. Cline,[cita requerida] cuestionan que la desaparición de varios estados en el Mediterráneo oriental al final de la Edad de Bronce, se pueda achacar sin más a una invasión de los Pueblos del Mar hacia 1200. Cline sostiene que hubo una confluencia de varias causas: terremotos, sequías, invasiones (no solo de los Pueblos del Mar), revueltas internas, colapso del sistema comercial y finalmente crisis de las estructuras estatales.

## Para más información

### Colecciones de textos
- André Caquot y Maurice Sznycer, Textes ougaritiques : t. 1 Mythes et légendes, París, Éditions du Cerf, coll. 'Littératures anciennes du Proche-Orient', 1974 (en francés)
- André Caquot, Jean-Michel de Tarragon y José Luis Cunchillos, Textes ougaritiques : t. 2 Textes religieux et rituels, correspondance, París, Éditions du Cerf, coll. " Littératures anciennes du Proche-Orient ", 1989 (en francés)
- Lackenbacher, Sylvie. Textes akkadiens d'Ugarit: textes provenant des vingt-cinq premières campagnes (en francés). Paris: Cerf. ISBN 978-2-204-06701-0.
- Denis Pardee, Les textes rituels, París, Éditions Recherches sur les civilisations, serie "Ras Shamra-Ougarit", 2000 (en francés)
- Gabriel Saadé, Ras -Shamra, ruines d'Ugarit (Ras-Shamra, ruinas de Ugarit), Beirut, 1954 (en francés)